# Innamorato pazzo
Innamorata pazzo is een Italiaanse filmkomedie uit 1981 van het regisseursduo Franco Castellano en Pipolo (Giuseppe Moccia), met in de hoofdrollen Adriano Celentano, Ornella Muti en Adolfo Celi. Deze pretentieloze komedie gebouwd rond de grappen van Celentano en de schoonheid van Muti werd een groot commercieel succes in Italië.

## Het verhaal
Koning Gustavo (Adolfo Celi) is de vorst van een klein staatje en staat er financieel slecht voor. Om die reden heeft hij zijn dochter, prinses Cristina (Ornella Muti) verloofd met een miljardair. Maar tijdens een verblijf in Rome trekt de rebelse Cristina er in het geheim op uit. Ze neemt incognito de bus en Barnaba, de buschauffeur (Adriano Celentano), wordt onmiddellijk op haar verliefd. Samen beleven ze allerlei avonturen en uiteindelijk zullen ze erin slagen om het nodige geld bijeen te brengen voor de bruiloft en de redding van de familie.

## Rolverdeling
| Acteur            | Personage                      |
| ----------------- | ------------------------------ |
| Adriano Celentano | Barnaba Cecchini, buschauffeur |
| Ornella Muti      | prinses Cristina               |
| Adolfo Celi       | koning Gustavo                 |
| Milla Sannoner    | koningin Betsy                 |
| Gerry Bruno       | kelner                         |
| Enzo Garinei      | Consul                         |
| Corrado Olmi      | burgemeester                   |